# Bozoum (underprefektur)
Bozoum Sub-Prefecture är en subprefektur i Centralafrikanska republiken.   Den ligger i prefekturen Préfecture de l'Ouham-Pendé, i den västra delen av landet, 300 km nordväst om huvudstaden Bangui.
I omgivningarna runt Bozoum Sub-Prefecture växer huvudsakligen savannskog. Runt Bozoum Sub-Prefecture är det mycket glesbefolkat, med 6 invånare per kvadratkilometer.